# سيد أحمد
سيد أحمد (بالبنغالية: সৈয়দ আহমেদ)‏ هو شخصية أعمال بنغلاديشي، ولد في 17 سبتمبر 1974 في سيلهيت في بنغلاديش.

## وصلات خارجية
- سيد أحمد على موقع أرشيف الشارخ.
- الموقع الرسمي